# بيتر مور
بيتر مور (2 فبراير 1991 بهراري في زيمبابوي - ) (بالإنجليزية: Peter Moor)‏ هو لاعب كريكت زيمبابوي. لعب مع منتخب زمبابوي للكريكت.

## وصلات خارجية
- بيتر مور على موقع إي آس بي آن كريك إنفو (الإنجليزية)